# Tadeusz de Virion

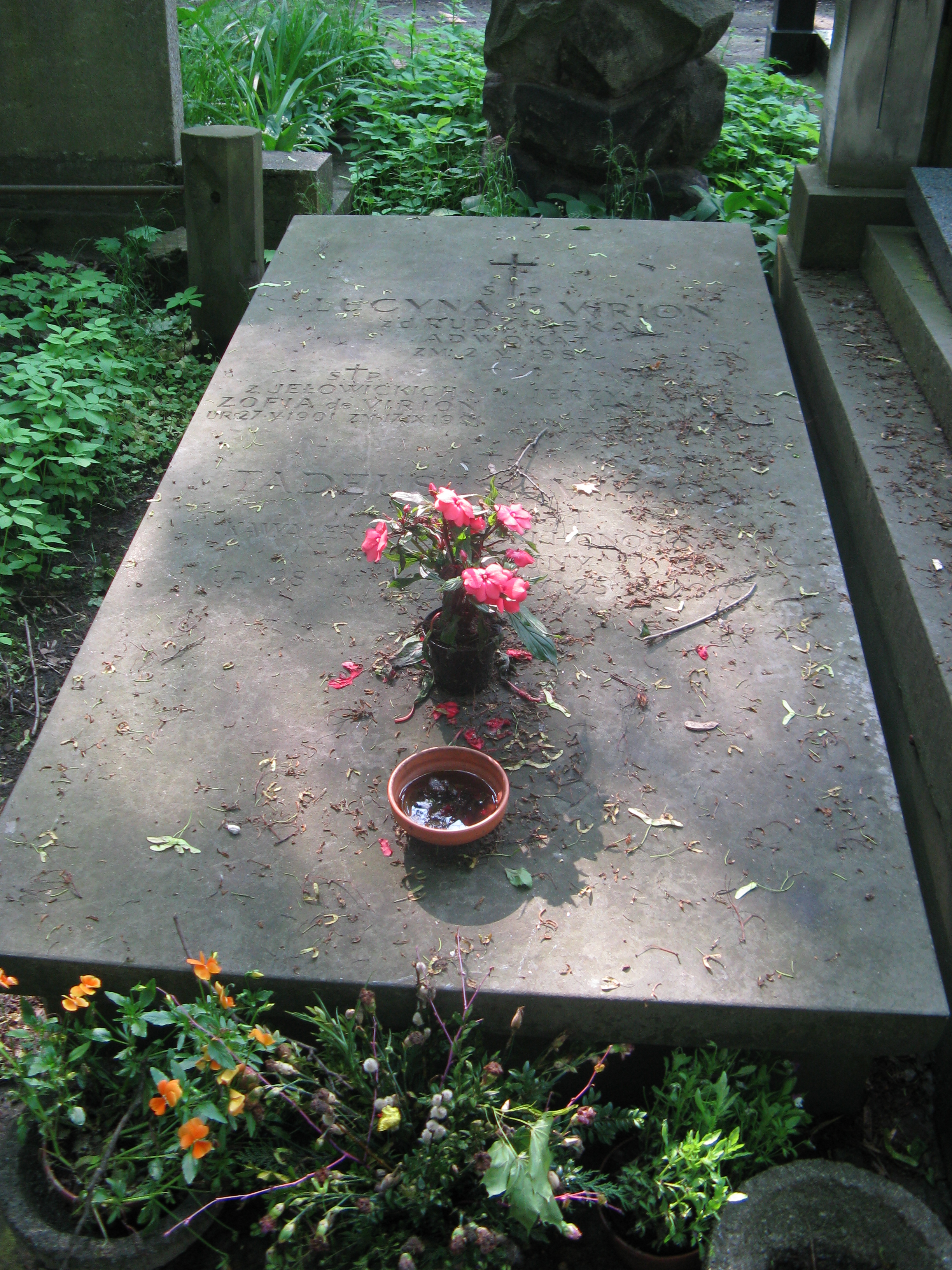
Grób Tadeusza de Virion na cmentarzu Powązkowskim

Tadeusz Józef de Virion (ur. 28 marca 1926 w Warszawie, zm. 25 października 2010 tamże) – polski prawnik, adwokat, dyplomata.

## Życiorys
Pochodził z rodziny de Virionów herbu Leliwa. W 1944 brał udział w powstaniu warszawskim. Był pierwszym po II wojnie światowej niekomunistycznym ambasadorem Rzeczypospolitej Polskiej w Wielkiej Brytanii w latach 1990–1993, członkiem Trybunału Stanu w latach 1989–1991 i 1993–2005.
Był obrońcą w procesach powojennej Polski. Występował też jako adwokat w procesach opozycjonistów w stanie wojennym. W III RP był obrońcą w procesach m.in. członków gangu pruszkowskiego i gangu „Rympałka”. Był adwokatem Andrzeja Kolikowskiego, ps. „Pershing” oraz polskim obrońcą Jeremiasza Barańskiego, ps. „Baranina”. Reprezentował prezydenta Aleksandra Kwaśniewskiego w procesie z gazetą „Życie”. Ostatnią głośną sprawą, w której występował, było wydanie, na mocy Europejskiego nakazu aresztowania, Belgii Adama G., który zamordował w Brukseli belgijskiego nastolatka.
Uczestnik prac Centrum Obywatelskich Inicjatyw Ustawodawczych Solidarności.
Dwukrotnie żonaty. Jego pierwszą żoną była Lucyna Rudzińska (1926–1983), z którą miał córkę Marię (ur. 1953), drugą, pochodząca z Indii, Jayanti Hazra (ur. 1942).
Tadeusz de Virion zmarł w warszawskim szpitalu, po długiej chorobie. Został pochowany 29 października 2010 na cmentarzu Powązkowskim (kwatera 67-5-9).

## Odznaczenia
Został odznaczony m.in. Krzyżem Walecznych, Krzyżem Armii Krajowej, Warszawskim Krzyżem Powstańczym, Złotym Krzyżem Zasługi, Złotą Odznaką Adwokatury, Medalem Wojska, Krzyżem Komandorskim z Gwiazdą Orderu Pro Merito Melitensi, oraz, w 2010, pośmiertnie Krzyżem Komandorskim Orderu Odrodzenia Polski (Krzyżem Komandorskim Orderu Odrodzenia Polski został również odznaczony przez Prezydenta RP na Uchodźstwie w 1990 roku). Od 1980 był również członkiem Zakonu Kawalerów Maltańskich.
W 2010 został pośmiertnie uhonorowany Wielką Odznaką „Adwokatura Zasłużonym”.